# Hivi járás
A Hivi járás (oroszul: Хивский район) Oroszország egyik járása Dagesztánban. Székhelye Hiv.

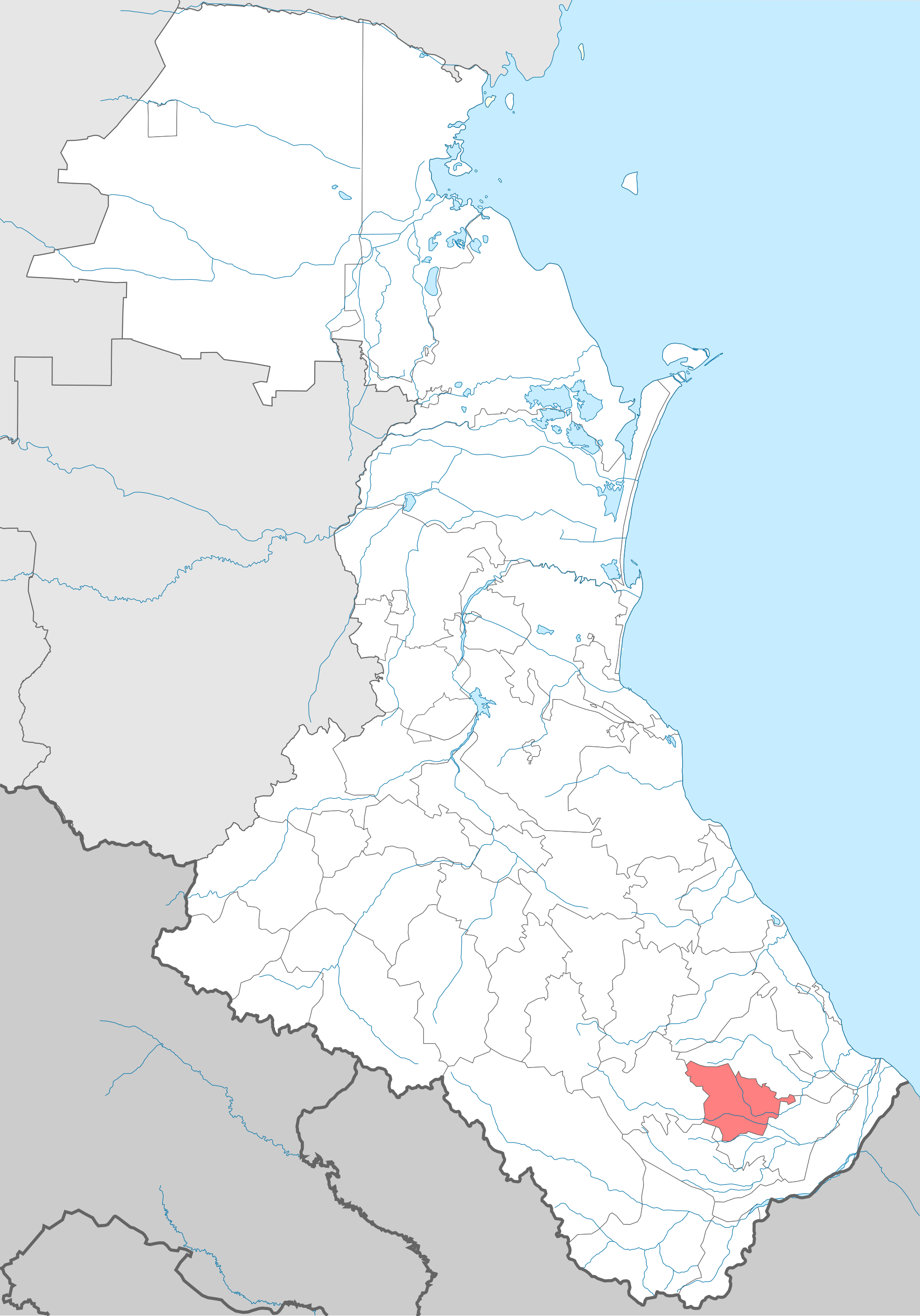
A Hivi járás Dagesztánban

## Népesség
- 1989-ben 17 012 lakosa volt, melyből 10 363 tabaszaran (60,9%), 6 507 lezg (38,2%), 55 agul, 24 orosz, 19 dargin, 17 avar, 7 rutul, 6 azeri, 4 kumik, 4 lak.
- 2002-ben 20 747 lakosa volt, melyből 11 878 tabaszaran (57,3%), 8 725 lezg (42,1%), 47 agul, 23 orosz, 17 azeri, 16 lak, 5 dargin, 4 avar, 2 kumik, 1 csecsen, 1 rutul.
- 2010-ben 22 753 lakosa volt, melyből 13 521 tabaszaran (59,4%), 8 847 lezg (38,9%), 72 agul, 40 orosz, 18 azeri, 15 dargin, 14 lak, 11 avar, 6 kumik, 2 csecsen, 2 rutul, 1 nogaj.